# クレドニア・ムウェリンデ
クレドニア・ムウェリンデ（Credonia Mwerinde、1952年 - ）は、ウガンダでカトリック教会から分派したセクトである神の十戒復古運動 (Movement for the Restoration of the Ten Commandments of God) の共同創設者、高位聖職者のひとり。この運動を創始する前には、商店経営者、バナナ・ビールの醸造家、また娼婦でもあった。ムウェリンデは、聖母マリアに帰依する宗教グループの一員であった。1989年、彼女は同じグループの2人とともにジョセフ・キブウェテーレに接触し、聖母マリアが私たちのことを受け入れなさいと命じていたはずだと彼に告げた。 キブウェテーレは彼女たちを受け入れたが、これはその5年前に彼自身が経験した霊的ビジョンと関連するように、彼の自宅近くで聖母の顕現を経験したというムウェリンデの主張に感銘を受けたためであった。 後にムウェリンデとキブウェテーレは、一緒に1989年に神の十戒復古運動を創設することになる。
ムウェリンデは、キブウェテーレと、カトリックから破門された司祭ドミニク・カタリバーボ (Dominic Kataribaabo) とともに、このセクトを率いた3人の指導者の一角を占めていた。しかし、後にカトリックに戻ったリーダーのひとりであるポール・イカジレ (Paul Ikazire) の証言によれば、ムウェリンデこそが、この運動の真の実力者であったという。イカジレは「集会では、シスター・クレドニアが主席に就いており、彼女はこの集団の事実上の筆頭者だった。キブウェテーレは単に名目上の代表者であったに過ぎない。信徒たちに対して、さらには対外的な広報において、代表者を男性とすることで権威づけを図ったということでしかない。」と述べている。セクトによって信じられた黙示や、聖母マリアのお告げによってのみ救済が得られるとする宣言は、ムウェリンデが言い出したことであった。
神の十戒復古運動は、急速に成長し、その最盛期には千人から四千人ほどの信者がいるものと見積もられた。カトリックから聖職位を剥奪された司祭や修道女(en:Nun)たちが運動に加わり、このセクトの神学者として機能した。ヨハネの黙示録に予言された事態は、新たなミレニアム（千年紀）の到来とともに起こると予言された。この運動の関係者たちは、ルワシャマイレからの立ち退きを強いられた後、ムウェリンデの父親がカヌング県に所有していた土地へと移動した。2000年が近くにつれ、信者たちは自分たちの財産を売り払い、その利益をグループの指導者たちに喜捨した。
2000年の1月1日が到来しても世界が終わりを迎えなかったため、運動の中では危機的な動揺が起こった。信者たちは指導者たちを問い詰め、金や財産を返せと要求し始めた。警察の調べによれば、運動の指導者たち、とりわけムウェリンデは、信徒たちの粛清を始め、それは建物の内部にいた630人全員が殺されたカヌング教会の放火による破壊で、絶頂に達した。他にも、何百もの遺体がウガンダ南西部各地にあった、この運動の関連施設で発見された。当初これは、集団自殺と思われていたが、その後の警察の調べでは大量殺人であったとされた。
ムウェリンデは、火災に巻き込まれずに逃れたものと考えられている。ウガンダ当局は、3月17日の未明に、彼女がカヌングの施設を離れたものと考えている。2000年4月、このセクトに関する殺人の罪で、警察は彼女を国際手配した。
2011年9月、ムウェリンデは、「世界の終わり」について、様々な日付で誤った予言をした他の数名の予言者たちとともに、共同で、「数学的仮定を立てる際には気を付けた方がよいと世界に知らしめた」としてイグノーベル賞に選ばれた。